# Elixir (Australische band)
Elixir is een Australisch jazztrio geformeerd in Brisbane in 1997 door Katie Noonan en Nick Stewart van de ARIA-Award bekroonde, dubbel platina verkopende band George en River Petein. Isaac Hurren sloot zich aan bij de band voorafgaand aan de publicatie van hun debuutalbum. Sindsdien zijn Petein en Stewart vertrokken, terwijl Stephen Magnusson zich in 2005 bij de band op jazzgitaar voegde.Tot op heden hebben ze twee studioalbums uitgebracht en een ARIA Award gewonnen. We gaan over vrijheid en spontaniteit, vooral in een live-optreden, legt Noonan uit.

## Bezetting
Huidige bezetting
- Katie Noonan
- Isaac Hurren
- Stephen Magnusson
- Michael Leunig

Voormalige leden
- River Petein
- Nick Stewart

## Discografie
- 2003: Elixir (cd/download, Kin Records, Festival Mushroom Records)
- 2011: First Seed Ripening (cd/download, ABC Music)
- 2018: Gratitude and Grief (featuring Katie Noonan) (cd/download, Kin Music)